# Оршоля Томпа
Оршоля Томпа (угор. Orsolya Tompa, 14 липня 1991) — угорська плавчиня.
Учасниця Олімпійських Ігор 2008 року.